# Tierra de Făgăraș

La tierra de Făgăraş en tiempos de Mircea cel Bătrân.

La tierra de Făgăraş (en rumano: Țara Făgărașului, en húngaro: Fogarasföld), a veces Țara Oltului, es una depresión y un territorio histórico de Transilvania, situado a lo largo del curso medio del río Olt, con centro en la fortaleza medieval de Făgăraş.

## Geografía

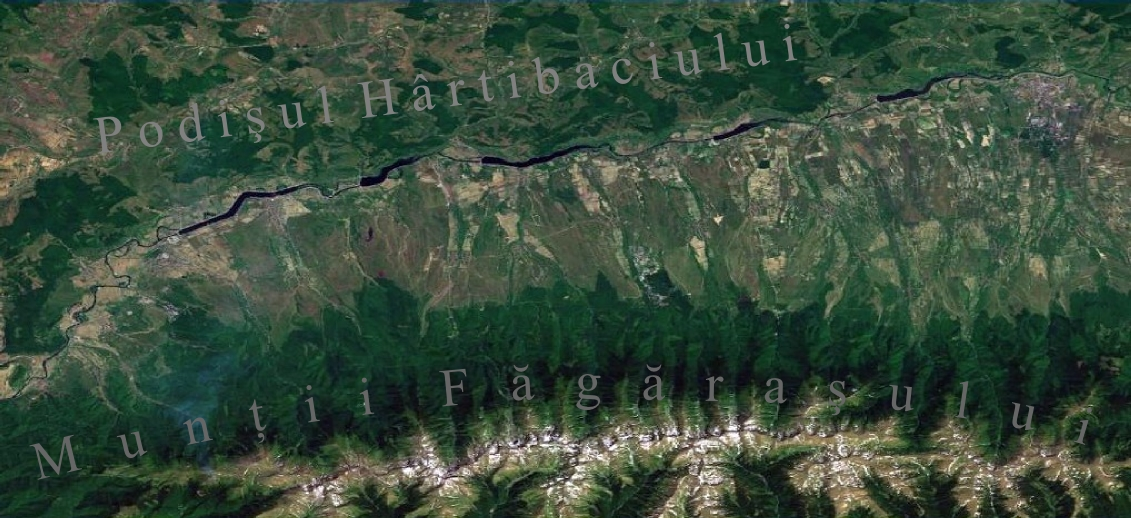
La depresión vista desde el espacio.

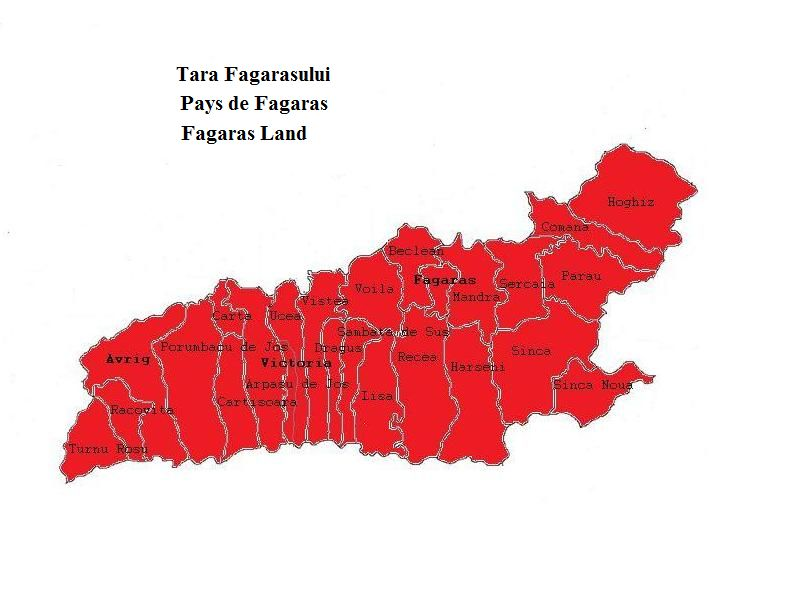
Mapa de las localidades de la tierra de Făgăraș.

Desplegada en forma de franja, dispuesta de este a oeste, con una longitud de 82 km y una anchura que varía entre los 12 y los 19 km, la depresión revela dos tipos principales de relieve. Estos se suceden desde la montaña (montañas Făgăraș), en forma de un amplio anfiteatro con la obertura hacia el norte, hacia las amplias praderas del Olt y la meseta del Hârtibaciu. El relieve montañoso formado por las colinas sotomontanas de Persano-Făgăraș, con altitudes entre los 500 y los 800 m y profundamente fragmentado por la acción freática de los ríos de montaña, sugiere una línea de contrafuertes naturales, que desaparecen gradualmente al nordeste del valle de Veneția. Esta unidad está conectada con diversas subunitades de relieve diferentes, compuestos, de este a oeste, por las colinas de Perșani, Făgăraș central, Măgura y Blidări. Este sistema continúa al norte de la llanura, que ocupa aproximadamente el 83% de la superficie total de la depresión. La llanura sotomontana de Făgăraș se extiende desde unos 700 m de altitud, hacia la montaña, hasta unos 400 m, siendo su media el valle del Olt. 
El clima de la depresión registra una temperatura media anual de 8,7 °C, con aumentos máximos en julio y mínimos en enero. Las lluvias fuertes, en forma de lluvia, se informan entre mayo y agosto, cuando alcanza una cantidad máxima de 128,4 mm (julio) y en forma de nieve en octubre-marzo. Rico en praderas y bosques de hoja caduca, con una amplia gama de suelos favorables a la agricultura, regados por una densa red de ríos con un caudal rico de agua, las tierras de Făgăraș han ofrecido constantemente condiciones de vida favorables.

## Denominación del territorio
La estructura de las denominaciones atribuidas a esta tierra, evocada por las fuentes históricas escritas, cartográficas o conservadas en las tradiciones orales de sus habitantes, permite su clasificación según tres criterios: geográfico, étnico y político-administrativo. Su población rumana ha utilizado predominantemente, desde la primera Edad Media y hasta ahora, el nombre geográfico, designando el territorio con el nombre de Țara Oltului. Su sinónimo alemán sería Altland.
Cronológicamente, existen una serie de denominaciones que indican realidades etnológicas de la Țara Oltului. Todos estos nombres se componen del nombre de la forma de organización territorial-administrativa y del etnónimo húngaro atribuido a los rumanos (vlak, valacos). Estos nombres son evocados en documentos emitidos en 1222 (Terra Blacorum), 1224 (Silva Blacorum) y 1252 (Terra Olacorum).
Después de mediados del siglo XIII, el territorio fue designado asimismo designado Țara Cârței, derivado del nombre del centro político-administrativo contemporáneo del territorio, la localidad y monasterio de Cârța (en alemán: Kyrch, Kerz), lo que aparece certificada en las fuentes escritas en 1252 (Terra Olacorum [...] de Kyrch). Esta denominación fue utilizada principalmente por la población alemana hasta los siglos XVII–XVIII (Cherrzerland).
El nombre tierra de Făgăraș es algo más reciente y data de la primera mitad del siglo XIV. Esta denominación deriva del nombre del asentamiento de Făgăraș, que sólo a partir de la primera mitad del siglo XIV se convertiría en el centro político-administrativo de esta tierra. La primera atestación documental de la región de la tierra de Făgăraş data de 1372. La acreditación e imposición de esta denominación en la conciencia colectiva se produjo durante los siglos XVI y XVII.

## La tierra de Făgăraş hasta elsigloXIII

Formaciones políticas rumanas entre los siglos IX y XIII.

La primera información escrita sobre la historia de la tierra de Făgăraș se remonta a la primera mitad del siglo XIII. La reconstrucción de las realidades históricas de la tierra de Făgăraş de las épocas anteriores a los primeros relatos escritos, es posible, en estas circunstancias, sólo en función de los resultados de las investigaciones arqueológicas, lingüísticas y toponímicas. La investigación arqueológica de las últimas décadas ha puesto de manifiesto varios asentamientos neolíticos en Calbor, Hălmeag, Făgăraș y Felmer. Se descubrieron asentamientos de la Edad del Bronce en Cuciulata, Șercaia, Beclean, Mândra, Hoghiz, Săvăstreni y Ungra.
De una fecha algo más reciente -Edad del Hierro-, que coincide parcialmente con el período del estado dacio, son los restos de habitación encontrados en Comăna de Jos, Veneția de Jos, Părău, Șinca Veche, Arpaşu de Sus y Racoș. La conquista de Dacia por parte de los romanos (106) comporta importantes cambios en el hábitat de la tierra de Făgăraș, la población del territorioentre las montañas del Olt y Făgăraș, es parcialmente evacuada al norte del río, creándose una zona cerrada y supervisada al este por el campamento de Râșnov (Cumidava), y al oeste por el campamento de Turnu Roşu (Caput Stenarum).
A lo largo del Olt y al norte de la tierra de Făgăraș, los romanos construyeron campamentos militares en Hoghiz, Feldioara y Cincșor. Se hallaron rastros de monedas de la época romana en la tierra de Făgăraș en Beclean, Făgăraș, Șinca Nouă y Veneția de Jos. Tras la retirada de la administración romana al sur del Bajo Danubio (271), una parte de la población evacuada regresó al sur de Olt, en el condado de Făgăraș. Dos barras de oro con un peso de 338,90 g fueron descubiertas en 1910 en la orilla izquierda del Olt, en Feldioara, en el distrito de Braşov. Fueron datadas a finales del siglo IV, durante el reinado del emperador Teodosio, y atribuidas a los godos. La presencia de estas barras de oro en Țara Bârsei y el tesoro de bronce de Hoghiz-Ungra, en Țara Făgărașului, también datada en el siglo IV, demuestra que el valle del Olt fue un importante camino de paso en la era de las grandes migraciones.
La escasez de descubrimientos arqueológicos para los siglos siguientes podría explicarse por la retirada de la población local a las zonas altas, alejadas de la tierra de Făgăraș, amenazada por el peligro que representaban los pueblos migrantes. Esta importante discontinuidad en restos inmobiliaria se ve interrumpida a partir del siglo VIII, cuando se datan varias monedas bizantinas y varios restos de viviendas. Durante los siglos VIII-XI se encuentran hallazgos en Dopca, Halmeag, Mateiaș, Beclean, Sacadate, Voila y Breaza atribuidas a poblaciones  protorumanas y protoeslavorumanas. No obstante, la continuidad de la existencia de la población romanizada en la tierra de Făgăraș está confirmada por las fuentes toponímicas. Conservación por parte de los locales del antiguo nombre del río Olt (en latín: Alutus), en una forma fonética correspondiente a las leyes fonológicas de la lengua rumana, Olt, hasta finales del siglo XIV y su transmisión en los siglos XI-XII a las poblaciones recién llegadas, argumenta esta continuidad. La presencia en el territorio de la tierra de Făgăraș, pero también en las zonas limítrofes, de algunos topónimos eslavos -Debran, Dopca, Lisa, Ungra, Breaza y, respectivamente, Glâmboaca, Sadu, Bran, Câlnic o Lovnic-, y su preservación en rumano a una forma fonética idéntica o cercana a las eslavas, demuestra la convivencia eslavo-rumana de los siglos X y XI en la tierra de Făgăraș.
A partir del siglo X puede datarse la aparición de nuevas poblaciones migrantes. Topónimos como Iaşi, Avrig, Arpaș, Porumbac o Beşimbac revelan tanto la presencia como el asentamiento de los grupos de alanos, pechenegos y cumanos en el territorio de la tierra de Făgăraş. El avance hacia los Cárpatos meridionales, la frontera natural de Transilvania, y el establecimiento temporal, durante varias décadas, de las fronteras del reino de Hungría en la orilla norte del Olt se produce en la primera mitad del siglo XII. La línea de la frontera estatal estaba marcada por empalizadas y una serie de fortalezas terrestres, de las que sólo se ha investigado sistemáticamente hasta ahora la fortaleza húngara de Ungra, datada a mediados de ese siglo. La erección de la fortaleza de tierra de Făgăraș, hacia mediados del siglo XII, es una primera etapa del proceso de dominio de este territorio. La ocupación completa del territorio y su inclusión en las fronteras del estado húngaro se produjo en el último tercio del siglo. Unas décadas después, en los primeros años del siglo XIII, aparecieron las primeras informaciones escritas, procedentes de la cancillería real húngara, sobre las realidades históricas de la tierra de Făgăraș.

## La tierra de Făgăraş en los siglosXIIIyXIV

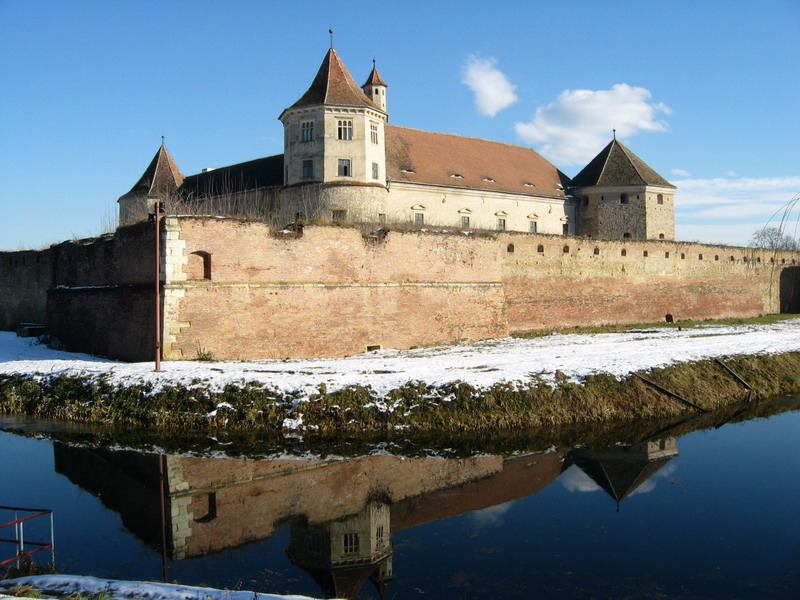
Castillo de Făgăraș.

Las primeras fuentes escritas conservadas, publicadas en el primer tercio del siglo XIII, confirman la imagen y la estructura étnica del hábitat de la tierra de Făgăraș de los siglos anteriores, refutada por fuentes arqueológicas, toponímicas y lingüísticas. Un documento emitido por la cancillería real húngara antes del 30 de noviembre de 1223, que hace referencia a sucesos ocurridos en la tierra de Făgăraș en los primeros años del siglo XIII, entre 1205-1206, relaciona la dotación del monasterio cisterciense de Cârța con un dominio, una tierra, sin la autoridad y el estatus legal sobre sus habitantes rumanos (terra... exempta de Blaccis).
Posteriormente a estos eventos se produce la participación entre 1210 y 1213 de algunos combatientes rumanos y pechenegos (Olacis... et Bissenis), en el ejército del ispán Joachim de Sibiu, enviado por el rey Andrés II a Vidin, en apoyo de su aliado el zar búlgaro Boril. La información está corroborada por un documento emitido en Györ, el 23 de junio de 1250, por el rey Béla IV (1235-1270). Un diploma emitido por el rey Andrés II de Hungría en 1222 informa de la obligación de los caballeros teutónicos, estacionados en Feldioara, en la tierra de Bârsa, de pagar las aduanas cuando pasaban por la tierra de los rumanos (terra Blacorum). De esta forma confirma a la comunidad de hospites alemanes situados entre Baraolt y Orăștie (a Waras usque en Boralt) una serie de derechos y privilegios más antiguos. Más tarde, el diploma de 1224 (Andreanum) ahora confirma a los colonos el derecho a compartir, con los rumanos y los pechenegos, sus aguas y bosques (silva Blacorum et Bissenorum), que cubrían el territorio de la tierra de Făgăraș en 1235.

## SiglosXIXyXX
En 1876, el territorio de la tierra de Făgăraș se organizó en el condado de Făgăraș, precursor del distrito de Făgăraş interbélico que sería abolido por la ley n.º 5 de 6 de septiembre de 1950, tras el establecimiento (en diciembre de 1947) de la República Popular de Rumania, incorporándose esta región a la entonces recientemente creada región de Sibiu. Al ser abolida ésta en 1952, el territorio de Făgăraș fue incluido en la región de Stalin, que en 1960, fue rebautizada como región de Brașov. En 1966, en el cuadro de la reorganización  administrativa y territorial de la República Socialista de Rumania, la tierra de Făgăraș se dividió entre los actuales condados de Brașov y Sibiu.

## Monumentos históricos y artísticos
- Fortaleza de Breaza.
- Castillo de Făgăraș.
- Monasterio cistercense de Cârța.
- Iglesia franciscana de Făgăraş, 1737.

## Galería

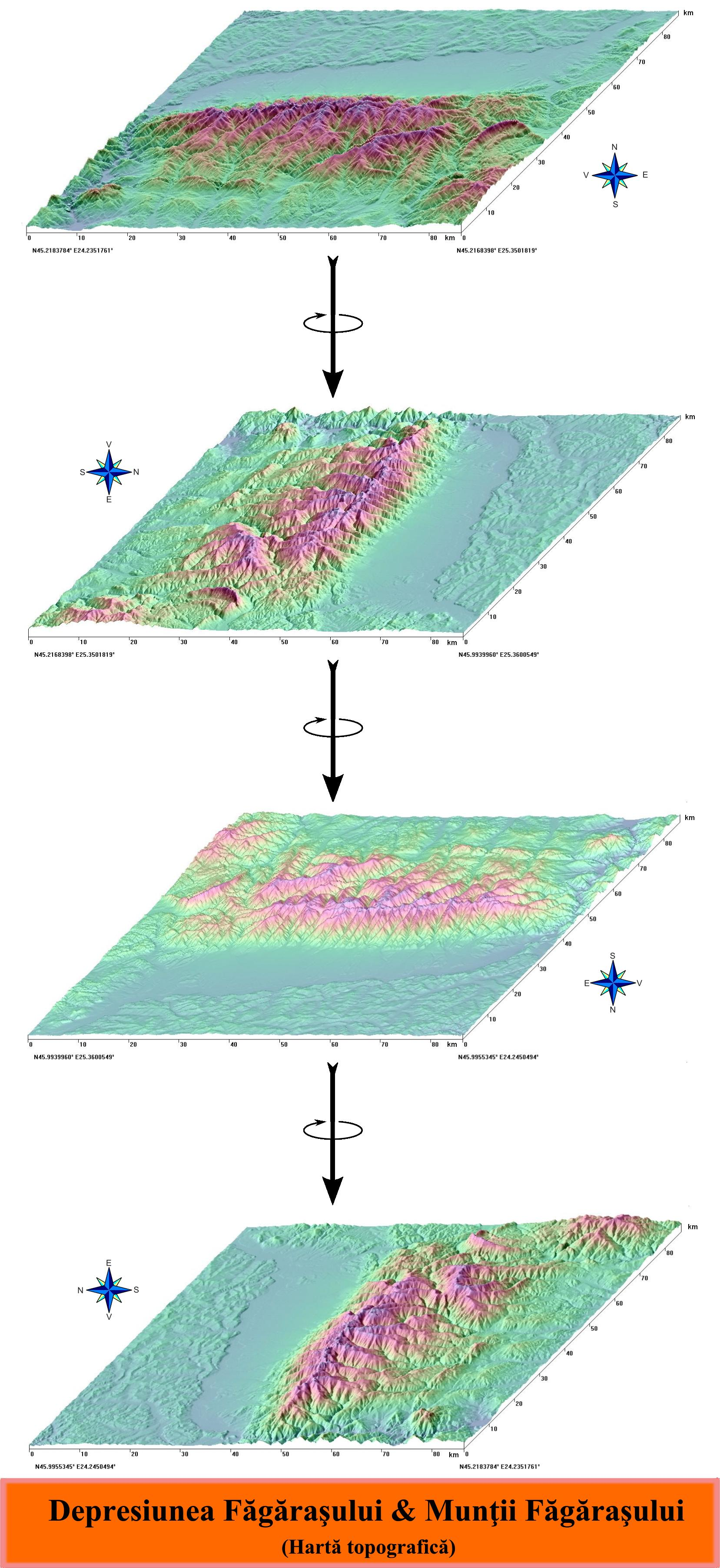
Perfil topográfico del territorio.
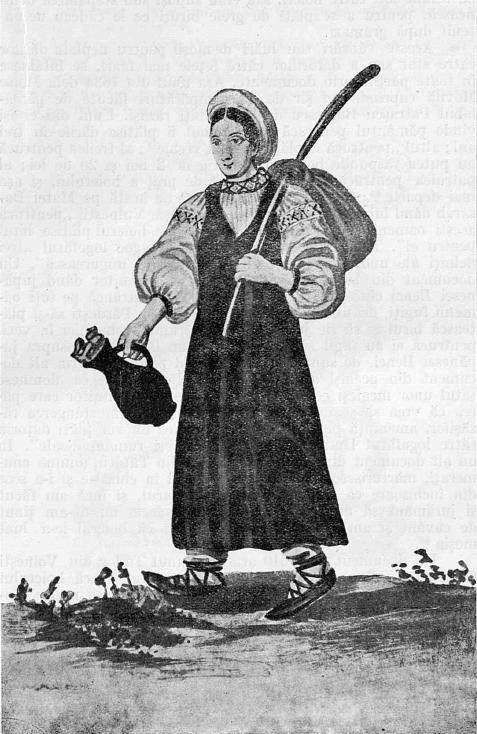
Campesina de la Țara Făgărașului (códice del siglo XVII).
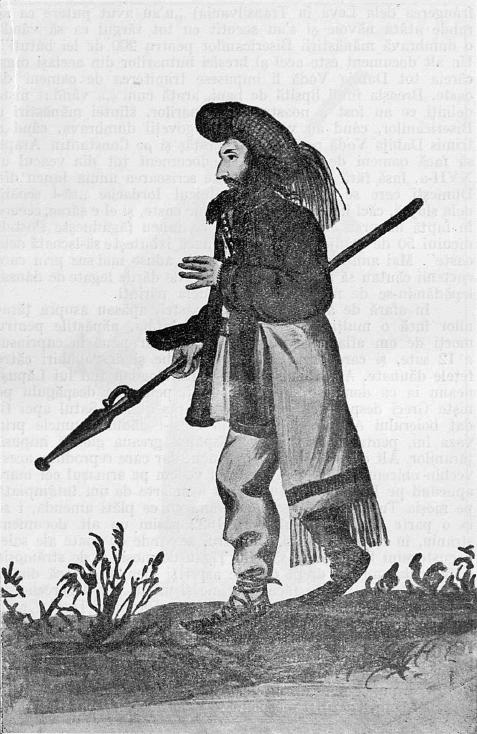
Campesino de la Țara Făgărașului (códice del siglo XVII).
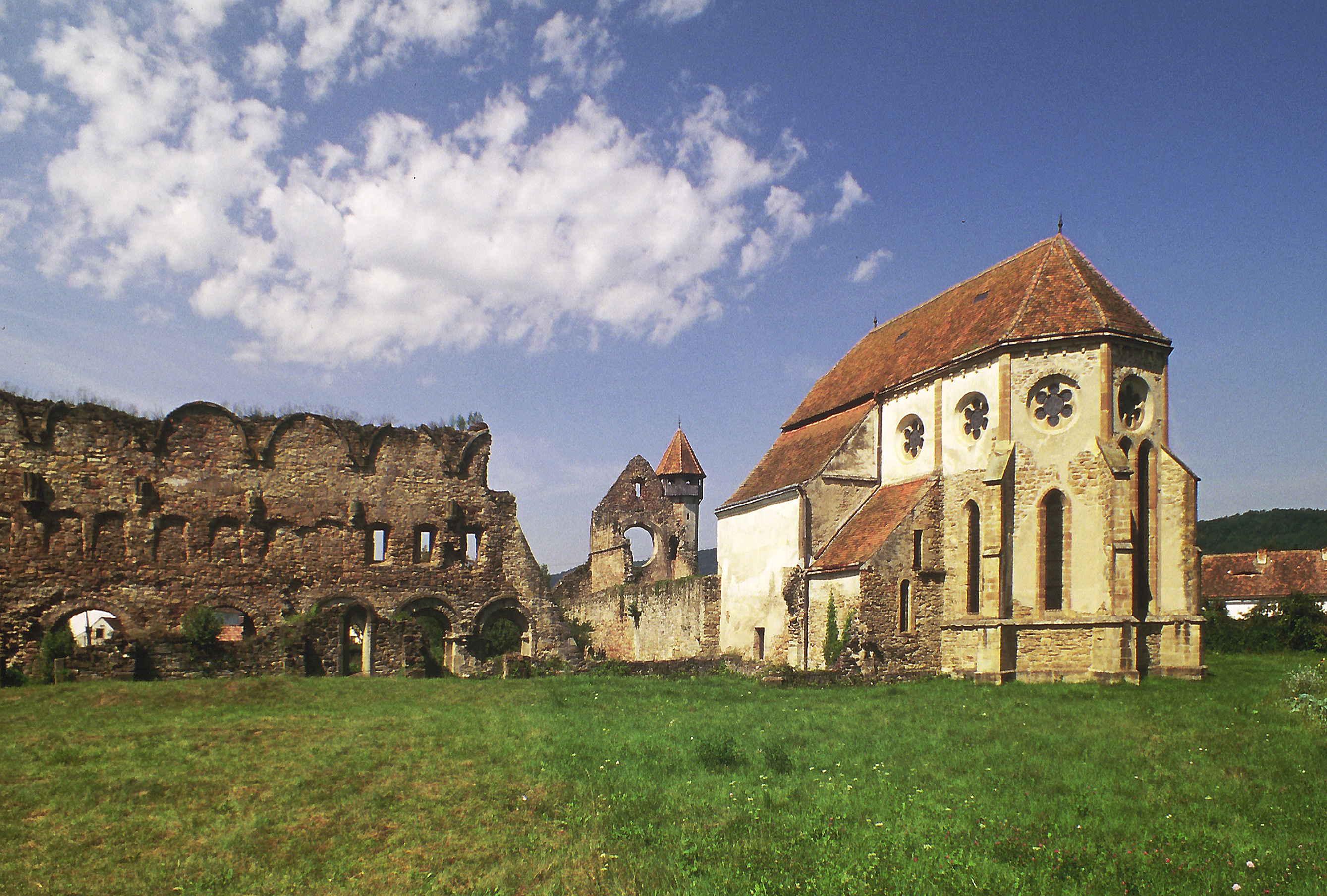
Monasterio de Cârța.
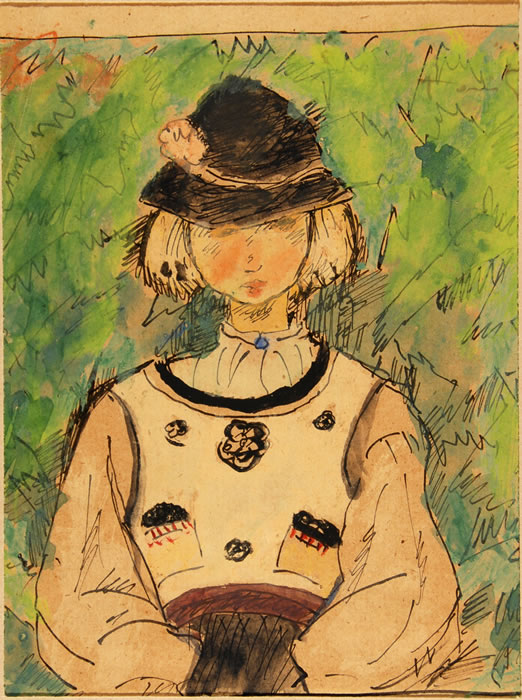
Nicolae Tonitza (1886-1940), Hija del Făgăraș.